# Al Nejma Benghazi
Maillots
Actualités
Le Al Nejma Sporting Club (en arabe : نادي النجمة الرياضي), plus couramment abrégé en Al Nejma, est un club libyen de football fondé en 1943 et basé dans la ville de Benghazi.